# Кордейро, Хосе Луис
Хосе Луис Кордейро (José Luis Cordeiro Mateo) — инженер, экономист, футурист, трансгуманист, писатель.  Работал в различных направлениях, включая экономическое развитие, международные отношения, Латинскую Америку, Европейский союз, денежно-кредитную политику, сравнение конституций, энергетические тенденции, крионику и продление жизни. Среди его книг «The Great Taboo», «Constitutions Around the World: A Comparative View from Latin America», «El Desafio Latinoamericano» (с исп. — «Вызовы Латинской Америки»), «La Muerte de la Muerte» (с исп. — «Смерть смерти»).

## Философия

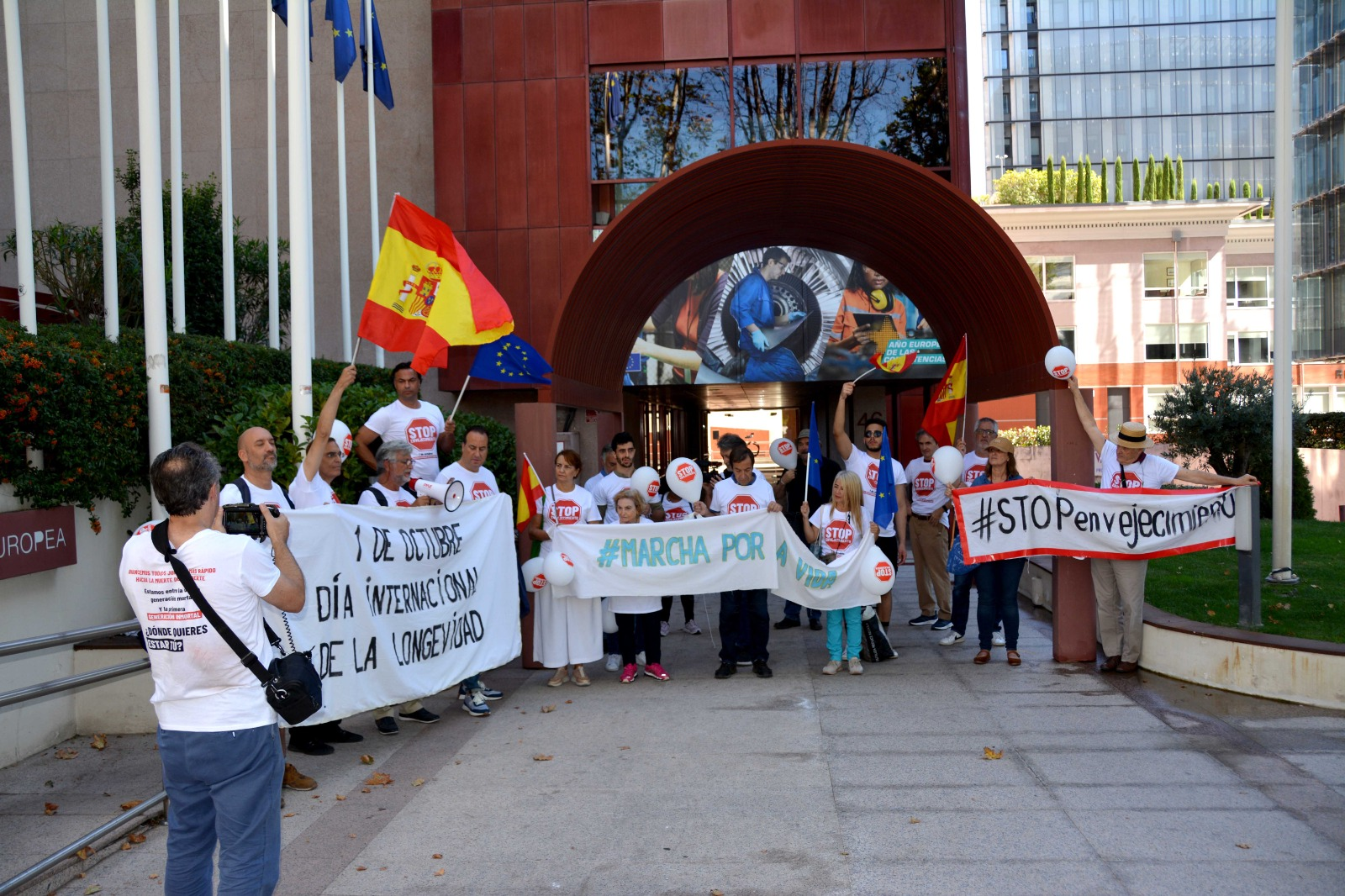
Кордейро во время пикета по случаю "Международного дня долголетия" в 2023

Кордейро характеризуется как «безнадёжный оптимизм, всегда переполненный энергией».
Кордейро в своих прогнозах заявляет, что смерть от старости будет опциональна к 2045 году. Это случится благодаря экспоненциальному прогрессу в искусственном интеллекте, регенерации тканей, терапии стволовыми клетками, печати органов, криоконсервации, генной и иммунологической терапий, которые решат проблему старения в человеческом теле.

## Книги
- El Desafio Latinoamericano (1996)
- El Gran Tabu Venezolano: la desestatizacion y democratizacion del petroleo (1998)
- The Great Taboo (1998)
- Benesuela vs. Venezuela: el combate educativo del siglo (1998)
- La Segunda Muerte de Bolivar… y el Renacer de Venezuela (1998)
- La Segunda Muerte de Sucre… y el Renacer del Ecuador (1999)
- Pesos o dolares? (2000)
- El desafio latinoamericano y sus cinco grandes retos (2007)
- Constitutions Around the World: A Comparative View from Latin America (2009)
- Telephones and Economic Development: A Worldwide Long-Term (2010)
- Latinoamérica 2030: Estudio Delphi y Escenarios (2014)
- La Muerte de la Muerte: La posibilidad científica de la inmortalidad física y su defensa moral (2018)

### Комментарии
1. ↑  В 2021 году в издательстве Альпина Паблишер вышел русский перевод «Смерть должна умереть. Наука в борьбе за наше бессмертие».

### Сноски
1. ↑  https://www.boe.es/buscar/doc.php?id=BOE-A-2019-6475
2. ↑  Talks at Google. The Future of Technology and the Technology of the Future (video). YouTube (18 сентября 2014). Дата обращения: 17 мая 2021. Архивировано 10 марта 2019 года.
3. ↑  José Luis Cordeiro. Future of Venezuela. Дата обращения: 17 мая 2021. Архивировано 7 апреля 2014 года.
4. ↑  RTД на русском. «Через 30 лет мы все будем бессмертными» — учёный Массачусетского технологического института (video). YouTube (17 сентября 2017). Дата обращения: 17 мая 2021. Архивировано 17 мая 2021 года.
5. ↑  José Luis Cordeiro. Día Internacional de la Longevidad (исп.). El Universal (3 октября 2020). — [Международный день долголетия]. Дата обращения: 17 мая 2021. Архивировано 12 мая 2021 года.
6. ↑  Future Crises: Is there opportunity beside the danger? Singularity Weblog (30 марта 2012). Дата обращения: 17 мая 2021. Архивировано 17 мая 2021 года.
7. ↑  La Muerte de la Muerte (исп.). Planeta de Libros. — [Смерть смерти]. Дата обращения: 17 мая 2021. Архивировано 17 мая 2021 года.